# Mohamed Abdou Madi
Mohamed Abdou Madi (ur. 1956 w Mjamaoue na wyspie Anjouan) – komoryjski polityk i dyplomata, premier Komorów w roku 1994.

## Życiorys
Pracował początkowo jako inspektor podatkowy, nauczyciel i dziennikarz. Należał do partii Zgromadzenie na rzecz Demokracji i Odnowy (RDR), był jej sekretarzem generalnym. W styczniu 1994 przejął fotel premiera po tym, jak Ahmed Ben Cheikh Attoumane zrezygnował z funkcji ze względu na konflikty wewnętrzne w kraju. W październiku 1994 stracił stanowisko wskutek protestów pracowników sektora budżetowego. Funkcję sekretarza generalnego utracił w lutym 1995 po krytyce władz za nieskuteczność w rozwiązywaniu konfliktu wizowego z Francją.
Pomimo usunięcia domagał się dymisji M’Changamy, polityka partii rządzącej oskarżanego o malwersacje finansowe. W 1996 został tymczasowo aresztowany Po referendum z 1997 na kilka miesięcy emigrował z kraju, po powrocie w lutym 1998 próbował wspomóc separatystów z wyspy Anjouan. W maju 1998 powołany w skład rządu jako minister sprawiedliwości. Od 2000 do 2006 był chargé d’affaires komoryjskiej ambasady na Madagaskarze. Od 2007 do 2008 był ministrem ds. współpracy z autonomicznym rządem wyspy Anjouan.
Jest żonaty, ma piątkę dzieci.